# 마고 리 셰털리
마고 리 셰털리(영어: Margot Lee Shetterly, 1969년 6월 16일 ~ )는 미국의 작가이다. 머큐리 계획의 숨은 공신이었던 흑인 여성들의 이야기를 소재로 한 논픽션 《히든 피겨스: 우주 개발 경쟁을 도왔던 아프리카계 미국인 여성들 이야기》(Hidden Figures: The Story of the African-American Women Who Helped Win the Space Race)를 저술했고, 이는 영화 《히든 피겨스》(2016)의 원작이 되었다.